# Jayamma Bandari
Jayamma Bandari, née vers 1978, est une ancienne travailleuse du sexe indienne devenue travailleuse sociale. En 2011, elle fonde une organisation qui soutient les travailleurs du sexe et leurs enfants. En mars 2018, elle reçoit la plus haute récompense pour les femmes en Inde, le prix Nari Shakti Puraskar (en français : Prix du pouvoir des femmes).

### Note
- (en) Cet article est partiellement ou en totalité issu de l’article de Wikipédia en anglais intitulé « Jayamma Bandari » (voir la liste des auteurs).